# Helmut Wulz
Helmut Wulz (* 22. Mai 1936 in Klagenfurt; † 29. April 2023 in Fürnitz) war ein österreichischer Volkskundler, Musiker, Journalist und Autor.

## Werdegang
Wulz wuchs mit vier Geschwistern auf einem Bergbauernhof in den Karawanken auf. Er absolvierte die Lehrerbildungsanstalt Klagenfurt und studierte anschließend in Wien Musikerziehung und Komposition an der Musikakademie Wien (u. a. bei Alfred Uhl) sowie an der Universität Wien Volkskunde und Germanistik (u. a. bei Kranzmayer).
1962–1968 war Wulz Lehrer in Klagenfurt. 1964 gründete er in Villach den A cappella Chor, mit dem er internationale Tourneen unternahm. Ab 1970 leitete er die Abteilung Volkskultur im ORF-Landesstudio Kärnten. Daneben engagierte er sich im Kärntner Volksliedwerk und im Kärntner Sängerbund. Neben Schallplatten mit dem Chor veröffentlichte er mehrere volkskundliche Werke.

## Werke
- Ein Bäumlein stand im tiefen Tal: Volkslieder aus deutschen Siedlungsgebieten in Osteuropa für gleiche und gemischte Stimmen; Verlag Johannes Heyn 1986, ISBN 978-3853664926
- Land und Leut’ im Lied: Ein Singbuch für Männerchor; Verlag Hohannes Heyn 1987; ISBN 978-3853665046
- Ålt åber guat: Kärntnerlieder aus mündlicher und schriftlicher Überlieferung für gem. und gleiche Stimmen; Verlag Hohannes Heyn 1997; ISBN 978-3708400549
- Ein Wunder ist geschehen: Lieder zur Weihnacht aus dem Alpenland und aus deutschen Sprachinseln; Verlag Hohannes Heyn 2000; ISBN 978-3708400693
- Quer über die Wiesen ...: Singenswertes aus der Feldforschung für gemischte und gleiche Stimmen; Verlag Hohannes Heyn 2004; ISBN 978-3708400938

## Auszeichnungen
- Walther von der Vogelweide-Medaille in Gold des Chorverbands Österreich[4]
- Großer Kulturpreis des Landes Kärnten 2003[5]
- Ehrenbürgerschaft der Stadt Villach seit 2007[6]